# Карл и Берта
«Ка́рл и Бе́рта» (нем. Carl & Bertha) — немецкий художественный телефильм, сюжет которого основан на биографиях изобретателя первого автомобиля Карла Бенца и его жены Берты, совершившей первый в мире автопробег.

## Сюжет
Действие фильма начинается с флешфорварда к моменту 4 августа 1888 года, когда Карл переживал кризис, но Берта пытается вселить надежду в него, и напоминает об их давнишней клятве «что никогда не перестанем верить в себя».
Затем действие фильма возвращается на 18 лет назад, к 1870 году. Пфорцхайм. Два деловых партнера, Август Риттер и Карл Бенц представляют главе дома Маннштедтов идею устройства, движущегося без лошадей. Это происходит во время помолвки Берты Рингер и Вильгельма фон Маннштедта. Оба имеют планы и на поиск кредиторов, однако Маннштедт-старший, будучи опытным человеком отказывает Карлу в кредите, и сомневается в полезности изобретения и целесообразности кредитования данного предприятия.
На самом празднике Карл знакомится с молодой Бертой и увлекает её своими идеями. Берта сомневается в истинности своих чувств по отношению к Вильгельму, и принимает решение отменить помолвку. Она начинает встречаться с Карлом тайком, вопреки воле своего отца.
Но у Карла есть финансовые проблемы. Его излишняя суровость и эмоциональность приводят к разрыву деловых отношений с Риттером, который аннулирует их общую фирму и забирает свой капитал, вследствие чего Карл оказывается в крупных долгах. Он собирается создать семью, но прежде чем он сможет предложить Берте сочетаться браком с ним, он должен избавиться от долгов. Однако, Берта настолько убеждена в нём, что она просит своего отца о займе в размере 4244 золотых марок. Её отец отказывает им. Тогда она сочетается браком с Карлом и получает приданое, вследствие чего он становится свободен от долгов.

## В ролях
- Фелиситас Волл — Берта Бенц
- Кен Дукен — Карл Бенц
- Ганс-Юрген Хюрриг — Фридрих Рингер
- Мичоу Фризз — Аугуста Рингер
- Александр Байер — Вильгельм фон Манштедт
- Юрген Шорнагель — фон Манштедт
- Йоханн фон Бюлов — профессор Аугуст Риттер
- Ханнес Хельманн — Эмил Бюлер
- Бенно Бингс — Евген Бенц
- Джулия Брендт — Клара Бенц в детстве
- Эрик Вюст — Рихард Бенц в детстве
- Тимо Диркес — Макс Каспер Розе
- Олли Дитрих — Готтлиб Даймлер
- Ханна Хёппнер — Клара Бенц
- Фиона Каулин — Тильда Бенц
- Йонас Кристис — Евген Бенц в детстве
- Петер Рюринг — Пфаррер Шнайзе
- Вольф-Никлас Шековски — Рихард Бенц в старости
- Мик Зака Зоммерфельдт — Вильгельм Эсслингер
- Антонио Ваннек — Йозеф
- Эстер Циммеринг — Коринна фон Манштедт
- Элер Боде

## Критика
Фильм был показан в рамках «тематической автонедели» к 125-му юбилею создания автомобиля в понедельник 23 мая 2011 на Первом всегерманском телеканале, где его посмотрели 4,28 млн зрителей, что соответствовало доле 14,6 % от всех телезрителей на тот момент.. На DVD фильм был доступен ещё с 20 мая 2011.